# Kuzeyir, Demirci
Kuzeyir là một xã thuộc huyện Demirci, tỉnh Manisa, Thổ Nhĩ Kỳ. Dân số thời điểm năm 2011 là 312 người.